# Копытов (Львовская область)
Копытов (укр. Копитів) — село в Сокальской городской общине Шептицкого района Львовской области Украины.
Население по переписи 2001 года составляло 256 человек. Занимает площадь 0,43 км². Почтовый индекс — 80033. Телефонный код — 3257.